# I love ((G)I-DLEのアルバム)
I love（アイラブ）は韓国の5人組ガールズグループ(G)I-DLEによる5枚目のミニアルバム。2022年10月17日にカカオエンターテインメントを通じてCUBEエンターテインメントからリリースされた。タイトル曲『Nxde』を含む全6曲で構成されており、前作の『I NEVER DIE』から約7ヶ月ぶりの作品である。

## 背景
(G)I-DLEのリーダーであり、アルバムの統括プロデューサーであるソヨンが5月13日放送のバラエティ番組「私は一人で暮らす」にて今回のアルバムのコンセプトについての言及があった。
アルバムの作業は6月のソウルツアーを皮切りに始まったワールドツアー「2022 (G)I-DLE WORLD TOUR [JUST ME ( )I-DLE]」で海外へ行く前からレコーディングやジャケット写真の撮影など全て準備しており、ソヨンは「話したいストーリーが明確にあったので早く準備を行なった」と語っている。
9月13日にスポイラービデオを公開して、アルバムのリリースを予告してから、トラックリストやコンセプトフォト、オーディオスニペットや『Nxde』のミュージック・ビデオのティザーなどをリリース日まで日を追って公開させた。
10月21日、Mnet『M COUNTDOWN』への出演を皮切りに音楽番組のプロモーションを開始。

## コンセプト

本作のモチーフの人物となったマリリン・モンローはセックスシンボルとして知られ、ブロンドヘアに赤いリップが印象的である。

「私じゃない姿で愛されるくらいなら、ありのままの姿で憎まれたい」というメッセージの下、自身が望んでいない建前は脱ぎ捨て、飾らない素直な姿を見せるという覚悟が込められている。
本作はマリリン・モンローをオマージュしている。それに準えてメンバーは、全員金髪にしてアルバムの活動へ参加した。メンバーによってそれぞれ金髪の種類が異なっており、ウギはオレンジが入った「ダイアモンドオレンジ」、ミンニは暗い金髪、シュファとソヨンは明るい金髪、ミヨンはシュファとソヨンとは少し暗めの金髪である。特に今まで髪の毛のブリーチやカラーを避けてきたシュファの金髪への変身は反響が大きく、シュファはソヨンからの適切なコンセプトに対する説明を受けてから2-3日間悩んだ末に金髪にすることを決意した。それに関連してメンバーのミンニは、単独コンサートが終了した後の会食にてシュファが初めて金髪にしたと聞いた時号泣したという。(G)I-DLEのリーダーであるソヨンはアルバムのコンセプトに対して下の様に語っている。
| 「                                                    | どんな時代でも、外見への偏見はいつもあったようだ。マリリン・モンローも白痴美とセックスシンボルとして見られていたが、実は賢くて本を愛する人物だった。私たちも芸能人だから『そういった人なのだろう』と偏見を持っていらっしゃる方々もいると思うが、違うと伝えたい。 | 」 |
| —ソヨン（I loveのオンラインメディアショーケースより） | |    |

アルバムのコンセプトフォトはアルバムのテーマを踏襲して3種展開されており、ハート型のオブジェとメンバーのランジェリー姿と共に愛という感情に対する両面性を表現したActバージョン、ガウンを着て足を組んだ団体写真が特徴的なBornバージョン、ウサギの仮面をつけて薄暗い部屋にあるソファに腰掛け、誰からでも愛されるアーティストの裏側を表現したX-Fileバージョンが存在する。

## 収録曲
| #  | タイトル             | 作詞                       | 作曲                                                      | 編曲                                      |
| -- | -------------------- | -------------------------- | --------------------------------------------------------- | ----------------------------------------- |
| 1. | 「Nxde」             | ソヨン                     | ソヨン, Pop Time, Kako                                    | ソヨン, Pop Time, Kako                    |
| 2. | 「LOVE」             | ソヨン                     | ソヨン, ビック・サンチョ (YummyTONE)                      | ソヨン, ビック・サンチョ (YummyTONE)      |
| 3. | 「Change」           | ミンニ, ソヨン             | ミンニ, BreadBeat                                         | BreadBeat                                 |
| 4. | 「Reset」            | ソヨン                     | ウギ, BOYTOY (Blatinum), Disko (Blatinum), PLZ (Blatinum) | ウギ, BOYTOY (Blatinum), Disko (Blatinum) |
| 5. | 「조각품」(→ 彫刻品) | ソヨン, ミンニ, フーディニ | ミンニ, フーディニ                                        | フーディニ, Raw                           |
| 6. | 「DARK (X-file)」    | ソヨン                     | ウギ, Siixk Jun                                           | Siixk Jun                                 |

## 音楽性
ソヨンが全曲、ウギとミンニがそれぞれ2曲楽曲制作に参加している本アルバムは、トラックの6番目からストーリーを繋いでおり、公式SNSにて公開されたトラックリストが掲載された画像では6番目から逆順に記されている。これは6番目が最初に恋をした時の姿だとすると、逆順に5番目、4番目、3番目、2番目と愛の過程を経験して1番目の様になるという意味が込められている。
タイトル曲の『Nxde（読み: ヌード）』はオペラ「カルメン」のアリアである「ハバネラ」をサンプリングさせており、飾らない姿を見せるという覚悟を「ヌード」という単語になぞらえて表現し、卑猥な視線を大胆の皮肉る歌詞が特徴的な楽曲である。ヌードについてソヨンは「『ヌード』という単語はわいせつ的で、いやらしいと感じる方もいるだろう。しかし露出ではなく、本物の自分の姿と言う意味だ。自分にとってヌードは、そんな意味だった」と語っている。タイトルの『Nxde』は製作段階からその題名に決めており、所属事務所から「それはいやらしすぎる」と反対されたものの「これは絶対に『Nxde』にしなきゃ」というソヨンの意思から『Nxde』に決定した。『Nxde』はNAVERの検索欄に影響を及ぼし、以前まで「アイドゥル ヌード」と検索をすると児童ポルノなどといったわいせつで悪質なコンテンツが表示されていたが、新曲の発表後には新曲のミュージック・ビデオや関連する記事や画像が表示される様になった。

## アルバム
アルバムは「Born Ver.」、「Act Ver.」、「X-File Ver.」のブックレット形式の3種と、メンバー別5種のジュエルケース形式でリリースされた。ブックレット形式のアルバムには100ページのブックレット、リリックペーパー、CDフォトカード、ステッカー、スタンプステッカー、ブックマーク、ミニポスター、先行予約限定のポスターが収録されており、ジュエルケース形式のアルバムにはCDケース、ブックレット、リリックペーパー、CD、フォトカードが収録されている。

## ミュージック・ビデオ

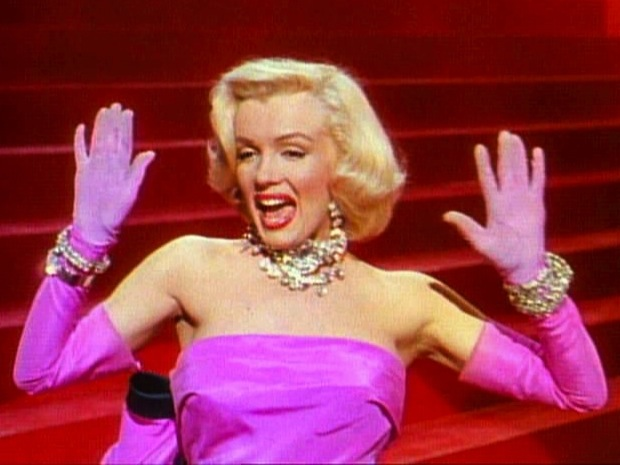
冒頭のミンニが歌唱するシーンは紳士は金髪がお好きのワンシーンをオマージュしている。

ミュージック・ビデオはHIGHQUALITYFISH（以下HQF）が主に手掛け、監督はHQFのソン・スンヒが担当した。HQFとソン・スンヒは前作の『TOMBOY』や、テヨンの『INVU』、チャンモの『모래시계（→ 砂時計）』などといったミュージック・ビデオを手掛けている。
内容はメンバーが女優や彫刻像などになって、スポットライトを浴びる過程の中で対象化された客体の多様な視線を表しており、アニメーションを活用して重くならない様な方式で楽曲のメッセージ性を伝えている。またミュージック・ビデオにはマリリン・モンローの過去の作品などをオマージュをしている。ミンニはピンクのベルベットドレスとクリスタルネックレスを着用して「紳士は金髪がお好き」のマリリンモンローに扮し、ウギは白のドレスとプリーツスカートで「七年目の浮気」のマリリン・モンローに扮している。
ミュージック・ビデオに対してウギは「今回のミュージック・ビデオを作品だと考えてくれたら嬉しい。意味があるシーンが点在する為見逃さずに見て欲しい」とコメントしている。

## 評価
10月18日、サンフランシスコの人気ラジオステーションである99.7 NOW FMにて紹介された。ゲム・アーチャーは「音楽を聴いた瞬間、リスナーに早く聴かせたいと思った。英語やラテン語ではない音源をラジオで流したのは多分初めてだ。(G)I-DLEをぜひ放送局に招待したい。彼女たちは保守的なラジオメディアでその壁を超えることができるだろう」とコメントした。

## 受容
アルバムの先行予約枚数は70万枚を突破し、自己最高記録を更新した。
10月17日、iTunesトップアルバムチャートにてシンガポールやブラジルなどで首位を獲得した。
『Nxde』はリリースの同時にMelonやBugs!、genieなどのリアルタイムチャートにて首位を獲得。特にBugs!では全曲がチャートインした。

## クレジット

### ミュージック・ビデオ
ソン・スンヒ監督のInstagramの投稿に準拠。
撮影 - HIGHQUALITYFISH
監督 - SAMSON（ソン・スンヒ）
エグゼクティブ・プロデューサー - HGF
1st AD - ホン・ジュヨン
2nd AD - クォン・スミン
ライン・プロデューサー - キ・ジョンホ
プロダクション・アシスタント - キム・テジュン、イ・ジョンフン、イ・ボム、パク・チャンヒョク、ユン・ウォンソン、イ・ヒヨン、チョン・ユソク
撮影監督 - ユン・インモ | ATOD
- 1st - リュ・ジェファン
- 2nd - キム・ジョンウィ
- 3rd - イ・ジス
- DIT - キム・ウソク

ジミージブ操作
- 1日目 - キム・ヨンジュン、キム・ヒョンイン、キム・ビョンジョン
- 2日目 - イ・ドンジン
- 1st - ユ・ジョンヒョン
- 2nd - チョン・スンウム

照明 - パク・ジュンヒ、イ・スンチョル、チェ・ユンスン、キム・ジョンウク、シン・ゴンボム、イ・ジェフン、チョン・チャン、ペク・ジニョン、ウム・ドンヒョン、ジン・イェリム
ショーライト - チョン・ソンガン | J Show
空間ディレクター - イ・ジュンエ
アートチーム - チャン・ホンソク、パク・ギョンウォン、キム・ヨン、ジン・ヨンフン、イ・ドンヒョン、アン・ヒョジュン
SFX - パク・チョリョン、オ・ウォンジュン、パク・ジェスン、ソル・チョンヨン、パク・ヨンミン
振付師 - テウン
アニメーション - STUDIO SHELTER
2Dアニメーションディレクター - パク・ジウォン
シニアアニメーター - ソン・ジヨン
アニメーター - ハ・ジュアン、イ・スンファン、ハン・ダヘ、チェ・ヒョンヒ、ソン・ハジン
プロジェクトマネージャー - イ・ハヌル
プロデューサー - キム・ラオン
ポストプロダクション管理者 - SAMSON
編集 - SAMSON
DI - HQF
CG - Jamyu
CGアーティスト - ソニュ